# ドンゴ
ドンゴ（伊: Dongo）は、イタリア共和国ロンバルディア州コモ県にある、人口約3,200人の基礎自治体（コムーネ）。

## 地理

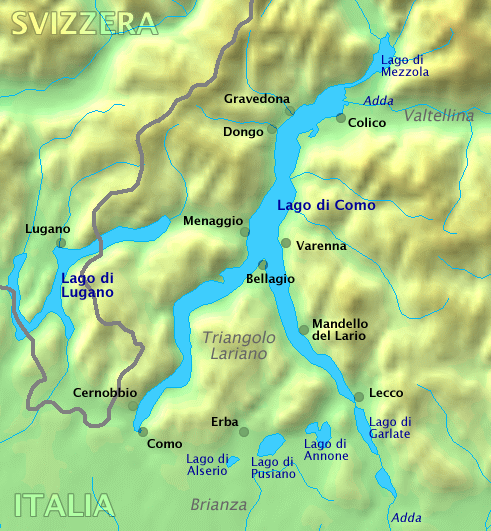
コモ湖周辺の地図

### 位置・広がり
コモ県北東部、コモ湖畔に所在するコムーネ。県都コモから北北東へ38kmの距離にある。

#### 隣接コムーネ
隣接するコムーネは以下の通り。括弧内のLCはレッコ県所属を示す。
| - コーリコ (LC) - ガルツェーノ - グラヴェドーナ・エドゥニーティ - ムッソ - ピアネッロ・デル・ラーリオ - スタッツォーナ |

## 行政

### 山岳部共同体
広域行政組織である山岳部共同体「ヴァッリ・デル・ラーリオ・エ・デル・チェレージオ山岳部共同体」 (it:Comunità montana Valli del Lario e del Ceresio) （事務所所在地: グラヴェドーナ・エドゥニーティ）を構成するコムーネの一つである。

### 分離集落
ドンゴには、以下の分離集落（フラツィオーネ）がある。
- Barbignano, Mossanzonico, Villaggio Falk, Martinico, Campiedi, Ponaga, Pomaro, Mellia, Bersaglio, Vigero, San Gottardo

## 姉妹都市
- Arromanches-les-Bains、フランス